# Municipio de Mississippi (condado de Crittenden)
El municipio de Mississippi (en inglés: Mississippi Township) es un municipio ubicado en el condado de Crittenden en el estado estadounidense de Arkansas. En el año 2010 tenía una población de 26435 habitantes y una densidad poblacional de 227,83 personas por km².

## Geografía
El municipio de Mississippi se encuentra ubicado en las coordenadas 35°8′38″N 90°11′1″O / 35.14389, -90.18361. Según la Oficina del Censo de los Estados Unidos, el municipio tiene una superficie total de 116.03 km², de la cual 104.97 km² corresponden a tierra firme y (9.53%) 11.06 km² es agua.

## Demografía
Según el censo de 2010, había 26435 personas residiendo en el municipio de Mississippi. La densidad de población era de 227,83 hab./km². De los 26435 habitantes, el municipio de Mississippi estaba compuesto por el 34.4% blancos, el 63.47% eran afroamericanos, el 0.2% eran amerindios, el 0.39% eran asiáticos, el 0.02% eran isleños del Pacífico, el 0.55% eran de otras razas y el 0.97% pertenecían a dos o más razas. Del total de la población el 1.59% eran hispanos o latinos de cualquier raza.